# 静静
静静（中国大陆又译作，香港和台湾官方译为）是科乐美的电子游戏《合金装备》系列中的虚构人物。角色设计为小岛秀夫，美术设定为新川洋司，配音和动作演员均由斯蒂芬妮·茱斯顿负责，首次登场于2015年发行的开放世界潜行游戏《合金装备V 幻痛》。她开始是游戏的反派角色，后来成为与主角毒蛇（Venom Snake）共同执行任务的盟友。
静静身穿比基尼，是一名技术高超的无声刺客和狙击手，具有超自然能力，隶属美国情报机构Cipher旗下的秘密打击部队XOF。根据玩家的行为，她可以被主角「毒蛇」捕获，最终成为他的钻石狗雇佣兵团的一员。静静受到玩家的好评，但是一些媒体批评該角色是对女性形象的过度性化。

## 出场
虛擬故事設定在1984年，静静和其他XOF士兵被派去泽凯利亚的医院刺杀已苏醒两周的Big Boss，但是她认定的目标实际上是毒蛇，真正的Big Boss帮助其打败了她。Big Boss向静静扔了一瓶医用酒精，并将淋在她身上的酒精点燃。全身着火的静静只好跳窗逃走。
之后静静被骷髅脸（Skull Face）派遣到阿富汗，去清除反对Metal Gear Sahelanthropus计划的苏联军官。毒蛇击败她后可选择将其杀死或俘虏。如选择后者，静静最终可能会成为执行任务的伙伴。
静静使用纳瓦霍语与译码者（Code Talker）交流，透露骷髅脸打算利用她被抓捕的机会，让她进入母基地，使用体内被植入的英语种的声带寄生虫感染所有人。她还接受了寄生虫疗法，得以在严重烧伤后活下来。这也赋予了她更强大的力量、机动性和速度以及超常的适应性、耐力和恢复能力。与在游戏中遇到寄生虫增强型士兵不同，静静的外貌保留了下来。由于受伤严重，寄生虫恢复了她烧伤的表皮，使她可以通过皮肤“呼吸”，所以她穿衣服要尽量少，因为遮盖皮肤会令她窒息。
由于声带虫突变，钻石狗基地再次爆发疫情，静静意识到自己永远不能保证钻石狗的安全，于是离开钻石狗消失在了阿富汗。由于害怕静静会泄密，毒蛇追踪到了阿富汗，并协助静静抗击苏军，却在沙尘暴中被蛇咬伤而昏迷。迫不得已之下静静开口说英语引导直升机前来救援。为了不使他人受到感染，静静独自消失在了沙漠中。

## 构思与设计
静静由居住于日本的荷兰模特斯蒂芬妮·茱斯顿提供面部建模、动作捕捉及配音。她的经纪公司打电话给她，要她为一款游戏的动作捕捉演员试镜。不过，作为一名游戏爱好者，她在试镜中认出了小岛秀夫，怀疑游戏是《合金装备》系列新作。在成功签约并开始进行动作捕捉后，茱斯顿看到了角色的艺术作品，后来她说这看起来几乎和成品完全一样，但她没有被告知要扮演什么类型的角色。整个项目花了两年时间，从来没有拿过枪的她接受了专门的战斗训练，以操作一些武器。虽然此角色不怎么说话，茱斯顿还是配了她的呻吟声和哼歌声。静静哼的歌出自《静静主题曲》（Quiet's Theme），由本田晃弘作曲、路德维希·福塞尔（Ludvig Forrsell）作词、茱斯顿演唱，收录与游戏原声带中。
在2013年6月Fami通的一次采访中，当问及静静时，小岛回答道：“静静在游戏中是女主角。她是敌是友尚未决定，所以我在创造此角色时要十分小心。茱斯顿的动作非常熟练，但由于她从来没有拿过枪，所以我们要求她在家里做一些训练。”
2013年9月静静公开，此角色上身系着前系带式比基尼胸罩、背着子弹带，下半身穿着G弦裤并套着破洞连裤袜，脚蹬一双军靴。几天后，小岛在Twitter发文称他要求首席设计师新川洋司设计一个“更加情色”的角色。为回应玩家对这一说法的反应，他澄清道：“也许这个短语并不是我真正要表达的东西，我真正想做的是创造独一无二的角色，其中之一当然就是静静。她是一个非常独特的人物，我想用性感为其添彩。这不是真是情色，而是性感。”
小岛也谈到了她的着装，“一旦你看到她融入故事的方式，你就会明白她为什么是这个样子。如果没有任何背景，我当然可以理解为什么大家会有顾虑。她这样的着装是有理由的。这一切都是游戏的一部分，渐渐了解这些理由。”茱斯顿自己也对此争议感到惊讶，但说：“当我看到她的设计时，我也很震惊。但人们还不了解她的故事，所以我可以理解大家的愤怒或说她露得太多了。但我并没有对此感到困扰。”
小岛后来在2015年称“我知道有人关注静静，但不用担心。我创造她是对过去格斗游戏中出现的暴露过度的女性角色的对立。不说话的“静静”也会在故事中被嘲笑。但是，一旦你认识到她暴露的真正原因，你会为你的言行感到羞耻。”

## 评价

静静在雨中脱下衣服的场景截图，被批评者指出是“不必要的性设计”

在游戏发布前，《光环》系列设计师大卫·埃利斯（David Ellis）批评静静的形象过度性感，并对游戏产业「满是男人宝贝」的固定形象持否定态度。为推广游戏，科乐美于2015年5月发布了静静的小雕像，雕像柔软的乳房受到社交媒体与新闻界的批评。
游戏发布后静静的形象引发了业界的更多批评。GamesRadar的大卫·罗伯茨（David Roberts）称静静“是《合金装备V》最复杂矛盾的人物之一”，但她就是“青少年对性的态度”的例子，代表小岛的工作和合金装备系列是一个整体。Polygon的迈克尔·麦克沃特（Michael McWhertor）表示静静穿得少“与游戏的曲折故事密不可分”，并批评了游戏“以一种愚蠢、过度的方式缩小摇摆的乳房和屁股”从而表现其他女性角色的行为。
GameZone的詹姆斯·温恩（James Wynne）有不同观点，他认为游戏对她暴露的外表原因有充分的解释并成功实现了小岛的目的——使静静“成为女角色就得性感的观点的对立”。他写道“杀必死并没有抹去一个事实，即静静是一个强大、精心编织且不需要男人保护的角色。这使她的水平与The Boss相当，成为最令人印象深刻的女性角色。”IGN的文斯·因基尼托（Vince Ingenito）中称静静是游戏里最有趣的角色，“温暖、孩子般的真诚和迅猛的战场表现使她每次出现都光彩夺目”。他也对她被“要求为一个性欲对象”感到失望。
在游戏的初始版本中，有些玩家对在完成“任务45：静静无声的消失”后失去静静的盟友选择感到失望。GamesRadar的大卫·罗伯茨写道很少有开发商愿意创造出游戏中最强大的人物之一却招致玩家的愤怒，“把她完全整合进游戏，使她在一些特别困难的任务中发挥至关重要的作用，然后永远带走她。但是，这是小岛表达游戏主题的方式之一——失去，绝望，还有游戏标题那挥之不去的‘幻痛’。我尊重小岛以去除游戏的核心部分来表达主题的方式。”然而，2015年11月的1.06版本更新增加了把静静重新带回游戏的方法。玩家需要连续6次完成“任务11：无声的暗杀者”，不杀死或离开静静，其后此任务的前缀会变为“[重聚]：无声的暗杀者”。再次完成这个新版本任务后，静静会携离开时的所有装备永久回归。